# Фрі Стейт Старз
Футбольний клуб «Фрі Стейт Старз» або просто «Фрі Стейт Старз» (англ. Free State Stars Football Club) — професійний південноафриканський футбольний клуб з міста Бетлехем у провінції Фрі Стейт.

## Досягнення
- Золота Ліга Мвели
  -  Чемпіон (2): 2004/2005, 2006/2007

- Другий дивізіон національного чемпіонату
  -  Чемпіон (1): 1985

- Кока Кола Кап
  -  Володар (1): 1994

- Баймед Кап
  -  Володар (1): 2006